# Соса Родригес, Фермин Эмилио
Фермин Эмилио Соса Родригес (исп. Fermín Emilio Sosa Rodríguez; род. 12 апреля 1968, Исамаль, Мексика) — мексиканский прелат и ватиканский дипломат. Титулярный архиепископ Вирунума с 31 марта 2021. Апостольский нунций в Папуа — Новой Гвинее с 31 марта 2021 по 17 ноября 2023. Апостольский нунций на Соломоновых Островах с 16 декабря 2021 по 17 ноября 2023. Апостольский нунций в Боливии с 17 ноября 2023.

## Биография
Фермин Эмилио Соса Родригес родился 12 апреля 1968 года, в Исамале, Мексика.
С 1991 года учился в семинарии Юкатана, и 29 апреля 1998 года стал диаконом. Соса Родригес был рукоположён в священники 12 июля 1998 года и был инкардинирован в архиепархии Юкатана. В 1998 году он начал подготовку к дипломатической службе в Папской церковной академии. Лиценциат Канонического права. 20 ноября 2002 года в Папском Григорианском университете в Риме он получил докторскую степень в области канонического права.
1 января 2003 года он поступил на дипломатическую службу Святого Престола в качестве секретаря нунциатуры в Папуа — Новой Гвинее в 2003—2007 годах. C 1 января 2004 года — секретарь II класса. Затем, в 2007—2012 годах, он был сотрудником нунциатуры в Буркина-Фасо. С 1 января 2008 года — секретарь I класса. С 12 июля 2008 года — Капеллан Его Святейшества. В 2012 году он стал советником апостольской нунциатуры в США, а в 2016 году — в Канаде. С 1 января 2012 года — советник II класса, а с 1 января 2016 года — советник I класса. 11 ноября 2016 года стал Почётным прелатом Его Святейшества. В 2019—2021 годах он был советником нунциатуры в Сербии.

## Апостольский нунций в Боливии
31 марта 2021 года Папа Франциск назначил Соса Родригеса титулярным архиепископом Вирунума и апостольским нунцием в Папуа — Новой Гвинее.
16 декабря 2021 года Папа Франциск назначил Соса Родригеса апостольским нунцием на Соломоновых Островах.
17 ноября 2023 года Папа Франциск назначил Соса Родригеса апостольским нунцием в Боливии.
Владеет испанским, французским, итальянским и английским языками.